# Холокост в Дзержинском районе (Минская область)
Холокост в Дзержи́нском районе — систематическое преследование и уничтожение евреев на территории Дзержинского района Минской области оккупационными властями нацистской Германии и коллаборационистами в 1941—1944 годах во время Второй мировой войны, в рамках политики «Окончательного решения еврейского вопроса» — составная часть Холокоста в Белоруссии и Катастрофы европейского еврейства.

## Геноцид евреев в районе
Дзержинский район был полностью оккупирован немецкими войсками в конце июня 1941 года, и оккупация продлилась более трёх лет — до июля 1944 года. После оккупации нацисты включили район в состав территории, административно отнесённой к Генеральному округу Белорутения.
Для осуществления политики геноцида и проведения карательных операций сразу вслед за войсками в район прибыли карательные подразделения войск СС, айнзатцгруппы, зондеркоманды, тайная полевая полиция (ГФП), полиция безопасности и СД, жандармерия и гестапо.
Во всех крупных деревнях района были созданы районные и волостные управы, полицейские гарнизоны из белорусских и польских коллаборационистов и назначены старосты.

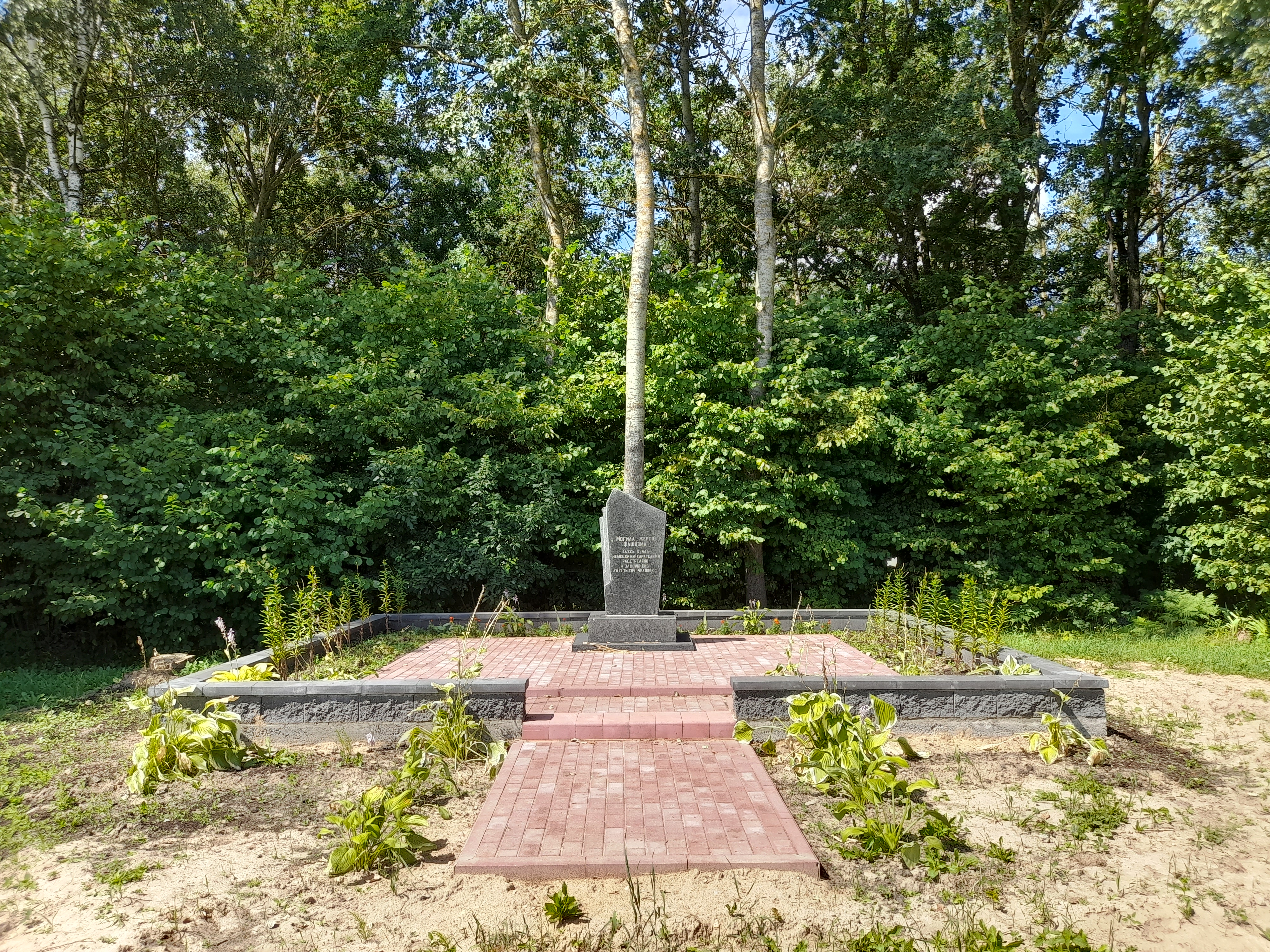
Памятник в урочище Рыжавка около деревни Рябиновка

Уже с первых дней оккупации района немцы начали убивать евреев. За годы оккупации на территории района были замучены и убиты не только местные евреи, но и евреи из Минска и стран Западной Европы. Подобные массовые убийства повторялись множество раз во многих населенных пунктах района. В тех населенных пунктах, где евреев убили не сразу, их содержали в условиях гетто вплоть до полного уничтожения, используя на тяжелых и грязных принудительных работах, от чего многие узники умерли от непосильных нагрузок в условиях постоянного голода и отсутствия медицинской помощи. В самом Дзержинске (Койданово) евреев убили не сразу, а содержали в условиях гетто вплоть до полного уничтожения.
Для убийства евреев на территории района привлекались также латышские и литовские коллаборационистские формирования, например, «29.5.42 г. передовая команда 24-го полицейского батальона численностью 1 офицер и 30 латышских полицейских под командованием майстера охранной полиции Штайна отправлена в Койданово». К 1 июля 1942 года на территории Белоруссии действовали латышские полицейские батальоны: 18-й, 24-й и 26-й, которые дислоцировались в Минске, Столбцах, а на территории Дзержинского района — в Станьково.
За время оккупации практически все евреи Дзержинского района были убиты, а немногие спасшиеся в большинстве воевали впоследствии в партизанских отрядах.

## Места массовых убийств
Установлены 5 мест массовых убийств евреев на территории Дзержинского района и города Дзержинска — Клыповщина, Рыжавка, Скородное, Дзержинск, Скирмонтово:

### Клыповщина
Клыповщина — деревня в 4 километрах от Дзержинска. Немцы очень серьёзно относились к возможности еврейского сопротивления, и поэтому в большинстве случаев в первую очередь убивали в гетто или ещё до его создания евреев-мужчин в возрасте от 15 до 50 лет —несмотря на экономическую нецелесообразность, так как это были самые трудоспособные узники. Исходя из этих соображений, в начале июля 1941 года немцы схватили в Дзержинска 16 молодых парней-евреев, отвели их в березовую рощу около деревни Клыповщина и убили их в месте, находящемся сейчас возле железнодорожного полотна в направлении на Столбцы в 150 метрах направо на 793-м километре. Это было первое засвидетельствованное местными жителями массовое убийство евреев в районе.

### Рыжавка
Рыжавка (Станьковский сельсовет) — не сохранившаяся деревня и урочище. Немцы выстроили там макет железнодорожного вокзала придуманного города Рыжавка. С осени 1941 года до 1943 года туда привозили туда эшелонами евреев из оккупированных земель Западной Европы (Германии, Чехословакии и Польши) — в большинстве старики. женщины и дети (их потом обобщенно стали называть «гамбургскими» евреями).
Сначала эти эшелоны прибывали в Минск, часть евреев сначала размещали в Минском гетто, а часть сразу везли по железнодорожной ветке Койданово-Станьково на станцию станцию Койданово (как перевалочный пункт для евреев и советских военнопленных также интенсивно использовалась и железнодорожная станция Негорелое). От станции Койданово была проложена специальная железнодорожная ветка к лесу в урочище «Рыжавка» (Рыжавка-Звариковщина) в двух километрах на юго-восток от станции, в 150—200 метрах от деревни Рябиновка, и часть из этих евреев погибала, не доезжая до Минска, — их сразу везли по этой ветке к расстрельным ямам. Чтобы обреченные люди не сопротивлялись, им врали, что в Рыжавке создается еврейское поселение, и для отвода глаз разрешали везти с собой вещи и инструменты. Обреченных людей выгружали, отбирали все ценные вещи, заставляли раздеться, голых гнали к заранее вырытым ямам и убивали. За подготовку ям для расстрелов отвечал Дмитриев — бургомистр Дзержинска. Среди упавших в ямы всегда было много ещё живых женщин, детей и стариков, которые громко стонали, и раненых часто добивали в ямах гранатами.
На следующий день после каждой «акции» (гитлеровцы предпочитали использовать этот эвфемизм для организованных ими массовых убийств) карательные отряды обыскивали ближние деревни в поисках тех, кто мог бы сбежать во время расстрела. В деревне Кукшевичи жители спрятали двух раненых евреев, но немцы нашли их и убили. Некоторые беглецы смогли уйти, и впоследствии примкнули к партизанам.
По архивным данным (НАРБ. ф. 510 оп. 1), только в урочище Рыжавка с осени 1941 года по 1943 год немцы убили более 15 000 евреев. В 1975 году на месте расстрелов установлен памятник.

### Скирмантово
Скирмантово — деревня в 22 километрах от Дзержинска, в 30 километрах от Минска, в 24 километрах от железнодорожной станции Койданово. В начале мая 1943 года в лесах около деревни был создан еврейский семейный партизанский отряд № 106 (во главе с Ш. Зориным). Бойцами отряда становились беглецы из Минского и других гетто. В августе 1943 года из Минского гетто бежала очередная группа из 30 евреев, но в деревне Скирмантово, по дороге в отряд, была окружена эсэсовцами. Схваченных евреев вместе с местными жителями 29 августа 1943 года заживо сожгли в сарае, каратели также сожгли и саму деревню — 38 домов. Погибли все 30 евреев, а из 170 жителей деревни Скирмантово — 162 человека. После войны в 1956 году на месте трагедии в центре села поставлен обелиск.

### Скородное
Скородное — деревня в 24 километрах от Дзержинска, в 53 километрах от Минска, в 8 километрах от железнодорожной станции Энергетик.
Летом 1941 года на окраине деревни полицаи из Узды расстреляли семью евреев Кизиных из железнодорожной станции Негорелое — Г. М. Кизина (1891 года рождения), его беременную жену М. Э. Кизину (1901) и их малолетнего сына С. Г. Кизина (1934).
На месте убийства установлен памятник.

## Гетто
Немцы, реализуя нацистскую программу уничтожения евреев, создали на территории района 1 гетто — в Дзержинске (Койданово).
В этом гетто в период с лета 1941 года до 21 октября 1941 года были замучены и убиты около 2000 евреев.

## Организаторы и исполнители убийств
В результате расследований было установлено, что главными организаторами убийств евреев района были начальник жандармерии района Ригель; начальник района Дмитриев, который лично принимал участие в расстрелах евреев Дзержинска; начальник районной полиции Шваб Богдан, Витковский Николай, Хаменко Иван, — которые лично принимали участие в расстрелах, сожжениях и других зверствах.
Имеется большой «Список немецко-фашистских преступников и их пособников», составленный ЧГК по расследованию преступлений на территории Дзержинского района.

## Случаи спасения и «Праведники народов мира»
В Дзержинском районе 3 человека были удостоены почетного звания «Праведник народов мира» от израильского мемориального института «Яд Вашем» «в знак глубочайшей признательности за помощь, оказанную еврейскому народу в годы Второй мировой войны»
- Зуевская Анна и Харитон Елизавета — за спасение Церлюкевича Владимира в Дзержинске[32];
- Луцкина (Жилич) Александра — за спасение Луцкина Моисея в деревне Мельковичи (Негорельский сельсовет)[33].

## Память
Жертвам геноцида евреев в Дзержинском районе установлено 4 памятника — в Рыжавке (у деревни Виноградовка (Дзержинский сельсовет)), в Скирмантово, в Скородном и в Дзержинске.